# Orthodiplosis
Orthodiplosis är ett släkte av tvåvingar. Orthodiplosis ingår i familjen gallmyggor.
Kladogram enligt Catalogue of Life:
| Orthodiplosis | \| \| Orthodiplosis macrura \| \| \| \| \| \| Orthodiplosis macura \| \| \| \| |
|               | \| \| Orthodiplosis macrura \| \| \| \| \| \| Orthodiplosis macura \| \| \| \| |
|               | Orthodiplosis macrura                                                          |
|               |                                                                                |
|               | Orthodiplosis macura                                                           |
|               |                                                                                |